# The Water Horse - La leggenda degli abissi
The Water Horse - La leggenda degli abissi (The Water Horse: Legend of the Deep) è un film del 2007 diretto da Jay Russell e basato sul romanzo di Dick King-Smith Water Horse - La leggenda degli abissi, già autore del romanzo Babe maialino coraggioso. Il film è stato proiettato in Italia a partire dal 14 marzo 2008.

## Trama
Scozia, presente. Una coppia di giovani turisti entra in un pub dove incontrano un vecchio che racconta loro la storia del mostro di Loch Ness.
Nel 1942, durante la seconda guerra mondiale, un ragazzo di nome Angus MacMorrow vive in una grande casa padronale scozzese di Lord Killin sulle rive del Loch Ness con la madre Anne, sua sorella maggiore Kirstie, la cameriera Gracie e l'anziano guardiacaccia Clyde. Il padre Charlie è invece un marinaio, e da quando la sua nave è stata affondata in guerra l'anno precedente è scomparso misteriosamente. Nonostante ciò, Angus spera sempre che il padre sia ancora vivo.
Un giorno, mentre è impegnato nella raccolta di conchiglie sulle rive del lago, scopre quello che sembra essere un grosso uovo e lo nasconde nel capanno di suo padre. Da esso si schiuderà la creatura che verrà conosciuta come il mostro di Loch Ness. Gli dà il nome di Crusoe, ispirandosi al romanzo Robinson Crusoe di Daniel Defoe.
Angus decide di tenere segreta l'esistenza della creatura, sino a quando non arriva al maniero una compagnia di artiglieri inglesi sotto il comando del capitano Thomas Hamilton, un vecchio amico di Lord Killin che sta attualmente prestando servizio nella Royal Air Force.
Gli artiglieri installano un loro campo base su di una collina accanto al lago allo scopo di difendere il territorio da possibili attacchi da parte dei sottomarini tedeschi e le truppe inglesi hanno inoltre messo a punto una rete anti-sommergibile alla foce del lago per impedire l'eventuale ingresso dei nemici.
Al maniero arriva nel frattempo un altro inserviente, Lewis Mowbray, ex-mitragliere della Royal Navy gravemente ferito al braccio sinistro da un attacco aereo tedesco. Un giorno Kirstie e Lewis scoprono casualmente l'esistenza della creatura e quest'ultimo spiega ad Angus che si tratta di una specie di drago marino ermafrodito, in grado di deporre un solo uovo per poi morire prima che si schiuda.
Una sera, quando gli artiglieri vengono invitati a una cena al maniero, Crusoe sgattaiola fuori dalla stanza da bagno e si aggira per la casa, ma viene perseguitato da "Churchill", il bulldog del sergente Wallace Strunk, che lo insegue fino alla sala da pranzo. Il cane viene punito per il disastro e Crusoe, nel frattempo scampato al pericolo, trascorre la notte mangiando pesci in una fontana. Il giorno dopo, Lewis riesce a trovarlo ulteriormente ingigantito: lui e Angus non hanno quindi altra scelta che lasciarlo in libertà nel lago.
Pochi giorni dopo Angus ritorna al lago, dove Crusoe, diventato ormai adulto, spinge il ragazzino a cavalcare sulla sua schiena. Dopo qualche tempo, comincia a immergersi sott'acqua, arrivando alla superficie di volta in volta per permettere ad Angus di respirare. Così, il bambino, essendo affetto da idrofobia, cerca di convincere la creatura a rinunciare alle immersioni, ma in seguito si diverte e riesce a vincere le sue fobie.
La mattina seguente, il capitano Hamilton, per impressionare Anne, porta il resto della sua famiglia nell'accampamento sulla collina allo scopo di effettuare una dimostrazione bombardando il Loch Ness con dei proiettili "Victoria" caricati nei cannoni. Angus, nel tentativo di interrompere il bombardamento per salvare il mostro, viene rimproverato duramente da Hamilton e dalla madre ed è, di conseguenza, costretto ad andare a letto tutte le sere per un mese di castigo.
Contemporaneamente, due vecchi pescatori, Jimmy McGarry e Hughie, che in precedenza avevano avuto un incontro ravvicinato con Crusoe, tentano di scattare una foto della creatura per ottenere fama e fortuna, ma quando si rendono conto che non saranno in grado di immortalare il reale mostro a causa del bombardamento, decidono di creare un'imitazione (Il risultato è la famosa falsa foto del mostro conosciuta come "La foto del chirurgo"). La foto attira l'interesse di alcuni soldati, tra cui il tenente Wormsley e i sergenti Strunk e Walker, che si avventurano di notte sul lago con un motosilurante per dargli la caccia.
La sera stessa, Kirstie lascia uscire Angus di soppiatto dalla sua stanza e lo porta al lago accompagnato da Lewis. Quando Angus chiama Crusoe da un molo, quest'ultimo, sotto shock dopo essere stato quasi colpito da un colpo di cannone nel bombardamento precedente, appare improvvisamente fuori dall'acqua inferocito, quasi mordendo la mano del giovane amico credendo che lo abbia tradito facendolo attaccare nell'acqua prima di scomparire nuovamente nel lago. Lewis, all'insaputa del bombardamento, viene incolpato da Angus per averlo lasciato libero, credendo che sarebbe stato meglio per lui.
Nel frattempo, il cane "Churchill", avendo percepito l'odore del mostro, avvisa i tre soldati della sua presenza abbaiando: così Crusoe appare e divora presumibilmente il bulldog, dopodiché attacca a sorpresa la motosilurante dei tre militari rovesciandola. Poco dopo, il mostro inicomincia ad afferrare e scuotere violentemente il sergente Strunk. Contemporaneamente, Angus, allertato dal cane e dagli spari, arriva in riva e tenta di calmare Crusoe, mentre Lewis cerca di impedire a Walker di uccidere la bestia con un colpo di revolver, ma quest'ultimo lo stordisce. Il sergente preme il grilletto contro Crusoe, ma il colpo fa cilecca e fugge terrorizzato. Il ragazzino, tuttavia, mentre attraversa la riva del lago, scivola e sprofonda in fondo all'acqua. Crusoe risparmia il sergente Strunk gettandolo da parte e capendo che il suo piccolo amico non lo ha mai tradito soccorre Angus, salvandogli la vita.
Il capitano Hamilton, avvertito via radio dell'attacco, arriva sulla scena accompagnato da Anne e quest'ultima non vuole credere all'esistenza del mostro marino in quanto la scomparsa del marito e la guerra in corso ha annientato la sua fede in tutto ma Crusoe si rivela ai presenti e Anne riesce infine a credere in suo figlio quando vede il mostro. Tuttavia, i cannoni della foce del Loch Ness aprono il fuoco contro Crusoe, scambiandolo per un U-Boot tedesco. Angus, Hamilton, Anne e Lewis portano tutti Crusoe in salvo verso la rete anti-sommergibile per dirigerlo sano e salvo in alto mare e il mostro, nel tentativo di scavalcare la rete, la schiaccia con il suo peso facendo crollare la torre d'osservazione, per poi fuggire illeso dal lago tra le esultanze dei presenti.
All'alba, Angus accetta finalmente la morte di suo padre mentre assiste all'addio di Crusoe, ormai in mare aperto. È persino implicito che Anne sia anch'egli pronta ad andare avanti con la sua vita, essendosi innamorata presumibilmente di Lewis (che il capitano, spasimante nei confronti di Anne, lo aveva precedentemente accusato di essere una spia, un disertore o un vigliacco).
Nel corso degli anni successivi alla scomparsa di Crusoe, diverse persone affermano di averlo visto, ma Angus non l'ha mai più rivisto. I due turisti ringraziano il vecchio narratore e chiedono quale sia il suo nome: si tratta proprio di Angus. All'esterno del pub, una madre chiama suo figlio, che sta camminando lungo una spiaggia e scorge un altro uovo, suggerendo quindi che Crusoe sia morto, lasciandosi dietro un discendente per diventare il prossimo cavallo marino.